# LMX1B
LMX1B (англ. LIM homeobox transcription factor 1 beta) – білок, який кодується однойменним геном, розташованим у людей на короткому плечі 9-ї хромосоми. Довжина поліпептидного ланцюга білка становить 402 амінокислот, а молекулярна маса — 44 917.
| 10         |  | 20         |  | 30         |  | 40         |  | 50         |
| ---------- |  | ---------- |  | ---------- |  | ---------- |  | ---------- |
| MDIATGPESL |  | ERCFPRGQTD |  | CAKMLDGIKM |  | EEHALRPGPA |  | TLGVLLGSDC |
| PHPAVCEGCQ |  | RPISDRFLMR |  | VNESSWHEEC |  | LQCAACQQAL |  | TTSCYFRDRK |
| LYCKQDYQQL |  | FAAKCSGCME |  | KIAPTEFVMR |  | ALECVYHLGC |  | FCCCVCERQL |
| RKGDEFVLKE |  | GQLLCKGDYE |  | KEKDLLSSVS |  | PDESDSVKSE |  | DEDGDMKPAK |
| GQGSQSKGSG |  | DDGKDPRRPK |  | RPRTILTTQQ |  | RRAFKASFEV |  | SSKPCRKVRE |
| TLAAETGLSV |  | RVVQVWFQNQ |  | RAKMKKLARR |  | HQQQQEQQNS |  | QRLGQEVLSS |
| RMEGMMASYT |  | PLAPPQQQIV |  | AMEQSPYGSS |  | DPFQQGLTPP |  | QMPGDHMNPY |
| GNDSIFHDID |  | SDTSLTSLSD |  | CFLGSSDVGS |  | LQARVGNPID |  | RLYSMQSSYF |
| AS         |  |            |  |            |  |            |  |            |

A: Аланін

C: Цистеїн

D: Аспарагінова кислота

E: Глутамінова кислота

F: Фенілаланін

G: Гліцин

H: Гістидин

I: Ізолейцин

K: Лізин

L: Лейцин

M: Метіонін

N: Аспарагін

P: Пролін

Q: Глутамін

R: Аргінін

S: Серин

T: Треонін

V: Валін

W: Триптофан

Кодований геном білок за функціями належить до активаторів, білків розвитку. 
Задіяний у таких біологічних процесах, як транскрипція, регуляція транскрипції, альтернативний сплайсинг. 
Білок має сайт для зв'язування з іонами металів, іоном цинку, ДНК. 
Локалізований у ядрі.